# Prastio Kielakiu
Prastio Kielakiu (gr. Πραστιό Κελλακίου)  – wieś w Republice Cypryjskiej, w dystrykcie Limassol. W 2011 roku liczyła 103 mieszkańców.